# アルファセレクション
アルファセレクションは、日本の芸能事務所および映画や舞台、配信、イベント等の様々な企画・製作を行う企業。2002年設立。東京都港区に本社をおく日本の芸能プロダクション。

## 概要
2002年3月に俳優であった美齊津明子が設立した会社で、『アルファ（α）」とはプラス～α（未知数）』を社名の由来とし、約30年のキャリアある俳優たちのマネージメント、新人の人材発掘、育成に現在も成長し続けるプロダクションである。
また現在では映画の企画・製作や様々な企画作品も定期的に製作し、それらの映画作品等が海海外、日本国内主要映画祭でも上映および配信されている。
2024年11月25日の同社株主総会決議を経て美齊津が会長となり、2代目代表取締役社長に所属俳優の尾関伸次が就任した。

## 主な企画・製作作品
短編映画俳優企画『α_ARP』（Alphaselection Actor’s reels Project)2023年-
長編映画『クローゼット』監督：進藤丈広（2020年）
短編映画『ケンジ、走れ-Tearless-』監督：川野弘毅（2016年）
短編映画『ガチャガチャ-GACHA GACHA-』監督：松本動（2016）
短編映画『鼻歌-Humming-』監督：佃尚能（2015）
長編映画『Father』監督：市原直　杉山嘉一　月野木隆（2013年）
MV『Father』監督：杉山嘉一（2010年）

## 所属俳優

### 男性
- 伊藤亜斗武
- 犬塚マサオ
- 井上賢嗣
- 枝川吉範
- 枝光利雄
- 尾関伸次
- 佐野啓
- 白畑真逸
- 千葉誠太郎
- 田中登志哉
- 花ヶ前浩一
- 針原滋
- 松原正隆
- 水野直
- 徳永邦治
- 持永雄恵
- 渡邊将
- 渡部遼介
- 柴山葉平
- 佐藤竜太郎
- 小川大二郎
- 宮下泰幸
- 矢彦沢清志

### 女性
- 今吉祥子
- 岩永裕代
- 大和田礼子
- 奥田由美
- 倉金春
- 四條寛子
- 宋多
- 田中美登里
- 正木佐和
- 西野実見
- 玉城摩莉奈

## かつて所属していた俳優

### 男性
- 青柳尊哉
- 射場みのる
- 加藤竜治
- かなやす慶行
- 川野弘毅
- 小林元樹
- 佐和タカシ
- 曽雌康晴
- 檜尾健太
- 平家秀樹
- 髙橋宏信
- たべひろのぶ
- 藤澤信泰
- 宇田川宰
- 内海大樹
- 池田諭

### 女性
- 朝霧靖子
- 大浦理美恵
- 岡田みはる
- 押元奈緒子
- 都築美咲
- 三浦理香子
- 桜木梨奈
- 高園みほ